# Aneflomorpha cazieri
Aneflomorpha cazieri là một loài bọ cánh cứng trong họ Cerambycidae.